# Латкрабанг
Латкрабанг (тайск. ลาดกระบัง) один из пятидесяти кхетов (округов) Бангкока, столицы Таиланда.
Является вторым по площади округом после округа Нонгчок. В южной части район густо населен, в северной и восточных частях имеются большие промышленные территории.
Латкрабанг граничит с районами провинции Самутпракан — Бангпо, Бангсаотхонг и Бангпхли, с округами Бангкока — Правеет, Сапхансунг, Минбури и Нонгчок и с округом Чаченгсау провинции Чаченгсау.
В 2005 году правительство Таиланда предложило создать новую провинцию Накхон Суварнабхуми, которая бы объединила районы вокруг аэропорта Суварнабхуми, включая Латкрабанг. Но этот законопроект встретил много критики, в том числе и со стороны местных жителей и в 2007 году он был снят с повестки.

## Административное деление
Район состоит из шести подрайонов (кхвенгов)
| 1. | Латкрабанг        | ลาดกระบัง      |  |
| 2. | Кхлонг Сонгтоннун | คลองสองต้นนุ่น   |  |
| 3. | Кхлонг Самправеет | คลองสามประเวศ |  |
| 4. | Ламплатхио        | ลำปลาทิว       |  |
| 5. | Тхапйао           | ทับยาว         |  |
| 6. | Кхумтхонг         | ขุมทอง         |  |

## Транспорт и Инфраструктура
В связи с близким расположение к аэропорту, в районе имеется множество отелей. Но инфраструктура для иностранцев развита слабо. С центром Бангкока и аэропортом район связывает скоростной надземный поезд Airport Rail Link. Станция Lat Krabang, которая также соединена с одноименной станцией железных дорог Таиланда (восточная линия). Также имеются железнодорожные станции Внутреннее контейнерное депо (Lat Krabang Inland Container Depot), Phra Chomklao, Hua Takhe.
Через район проходит автомагистраль Моторвэй 7 (Motorway Route 7) соединяющая Бангкок и Паттайю.

## Образование
- Технический Университет им. Короля Монгкута[англ.]
- Protpittayapayat School[англ.]

## Галерея

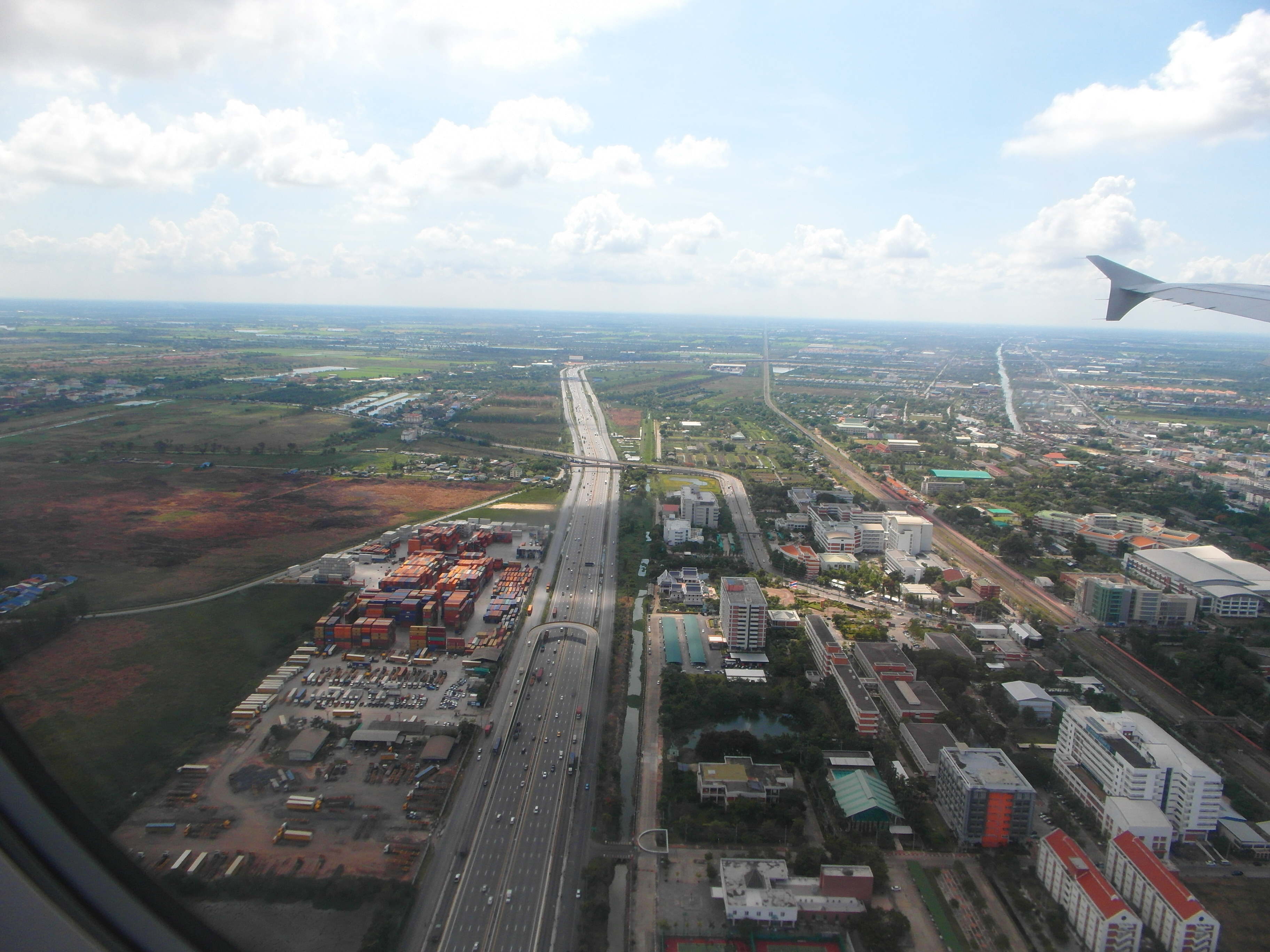
Моторвей №7 и Латкрабанг в окрестностях аэропорта.
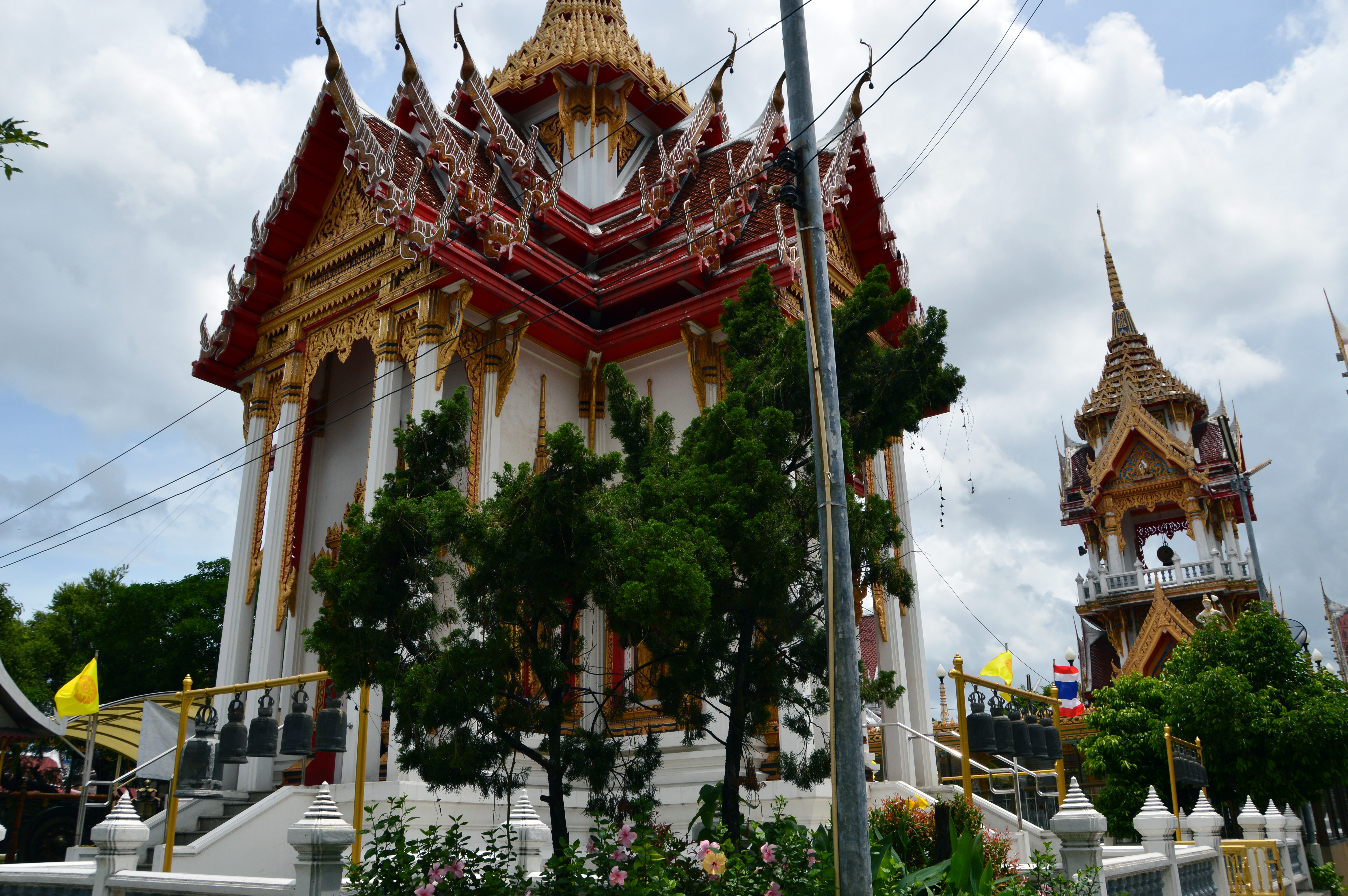
Ват Сангкха Рача
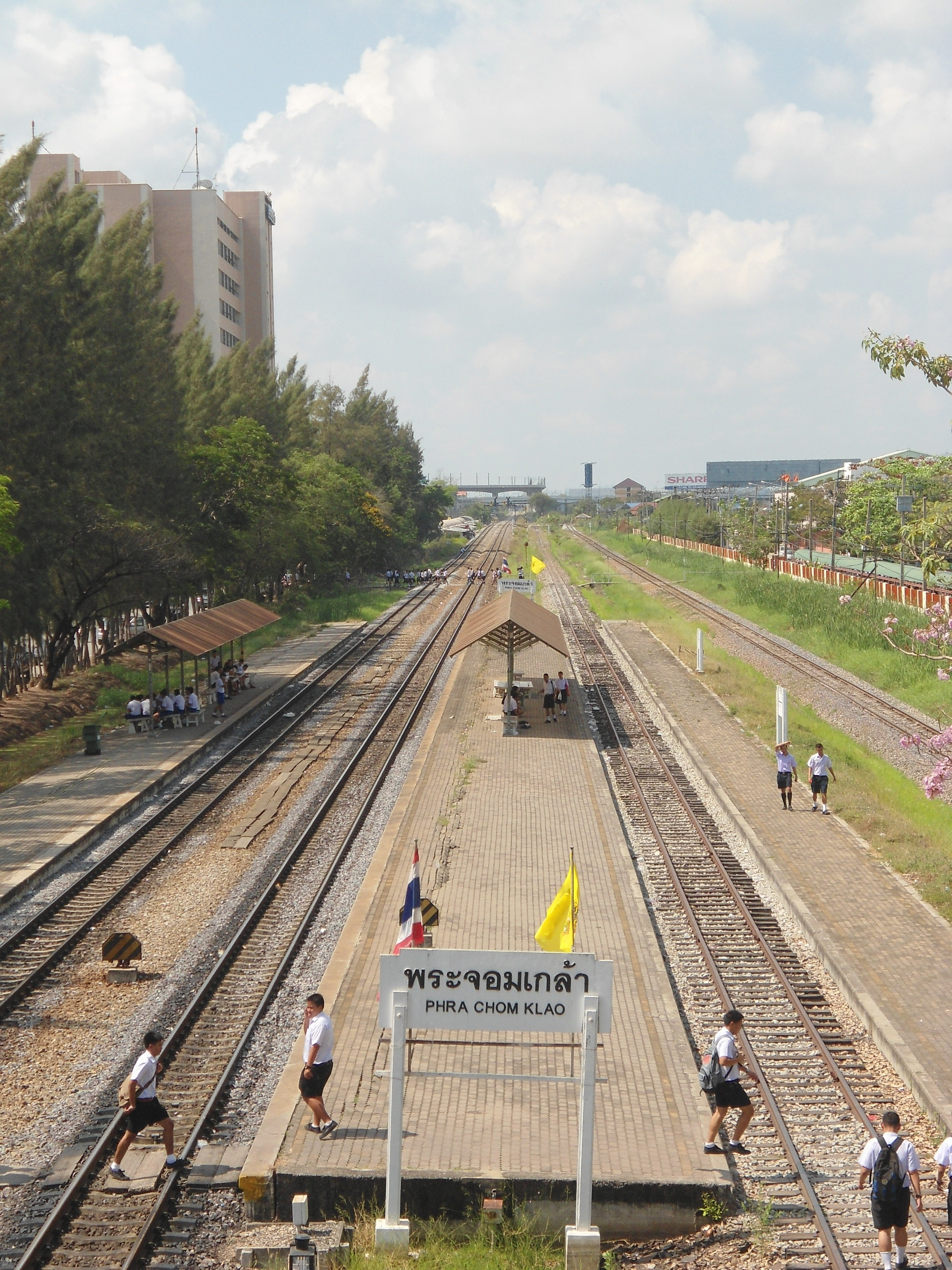
Станция Пхра Чомклао.
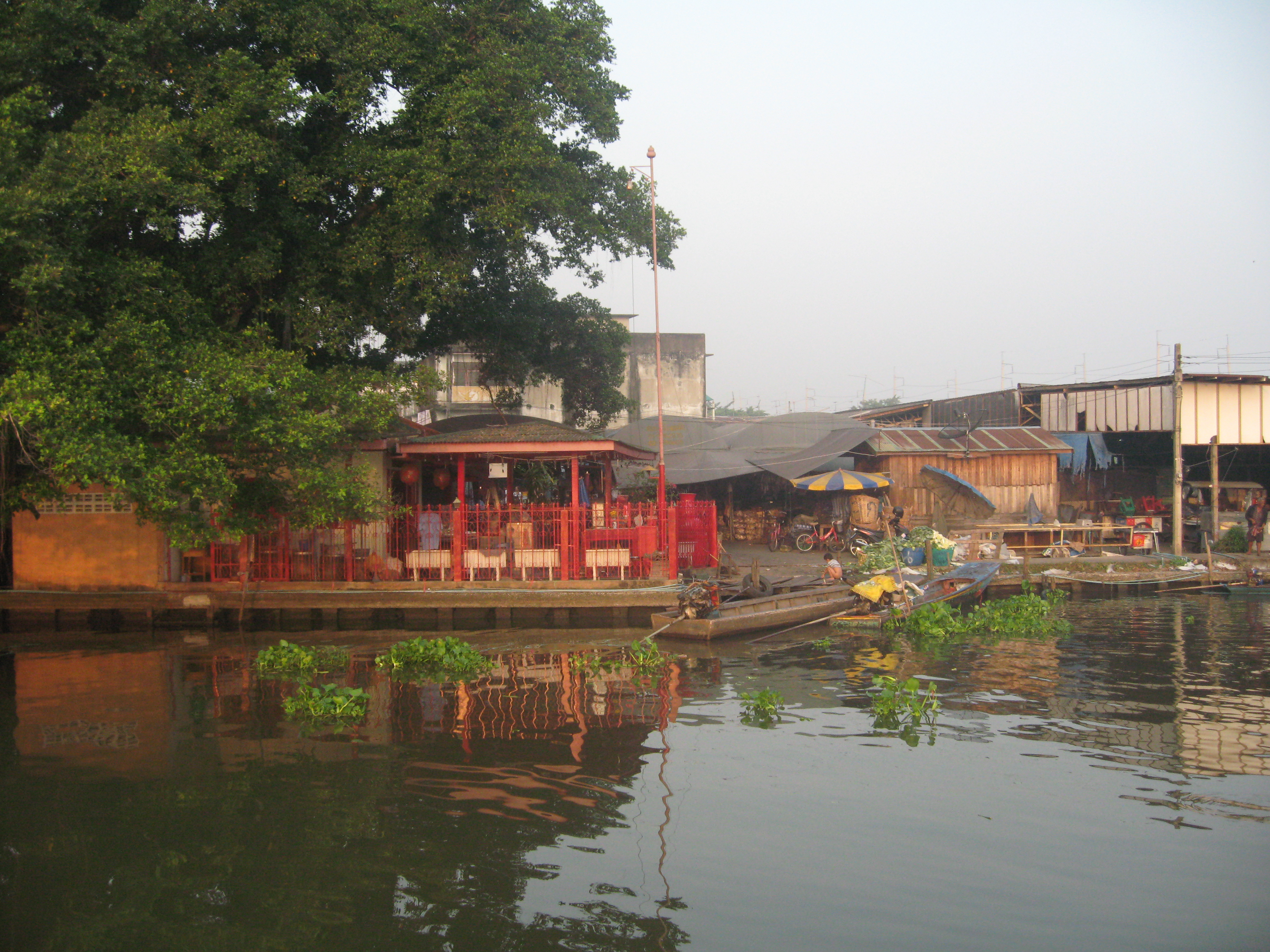
Клонг Хуа Такхе
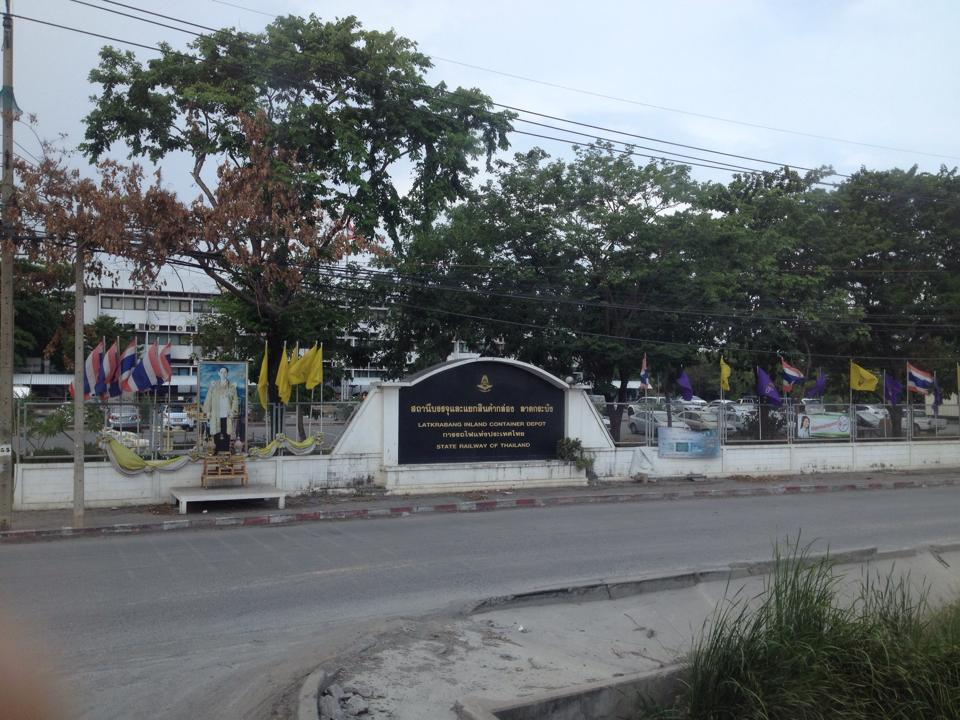
Контейнерное Депо.
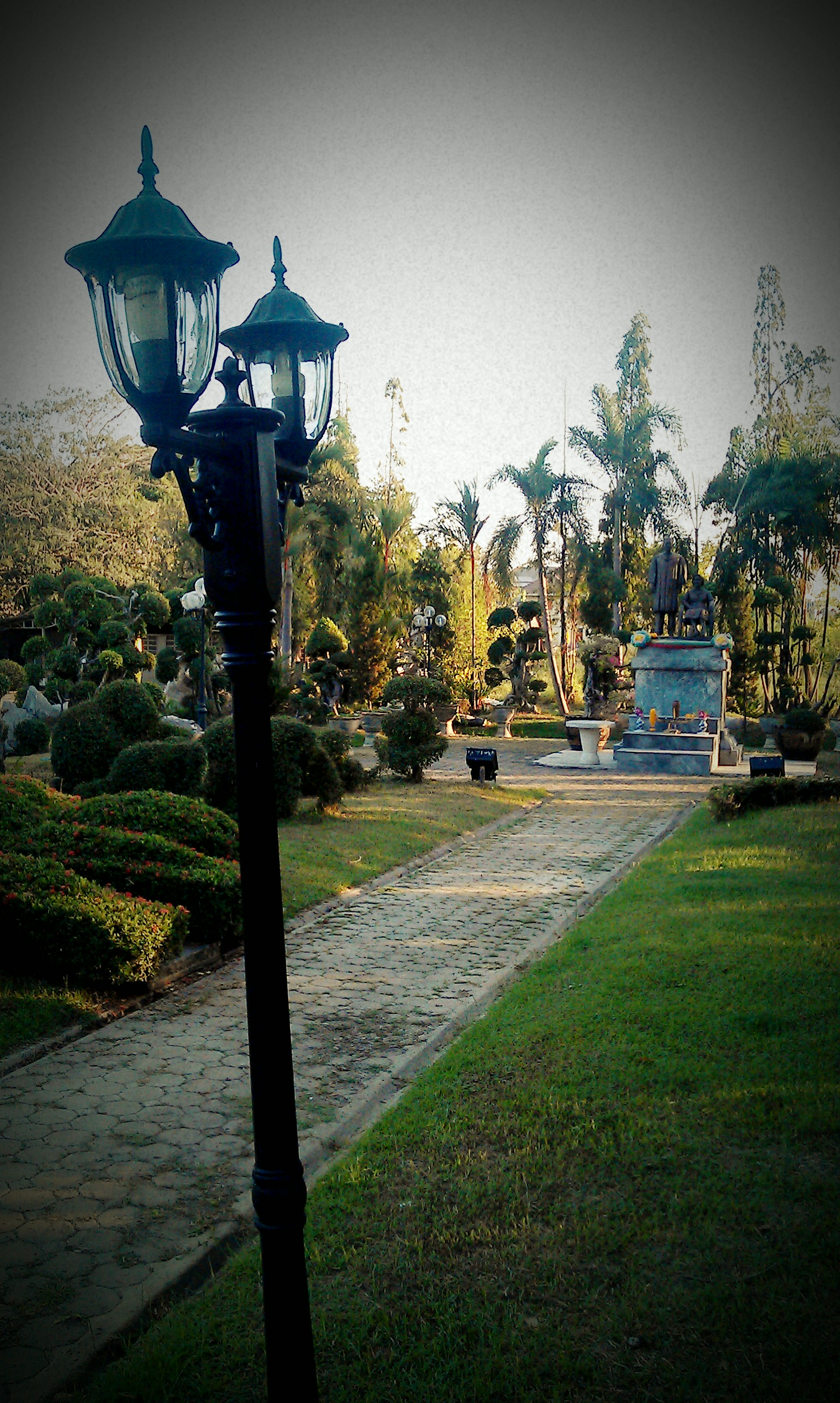
Парк в школе Протпиттаяпаят